# Morteni
Morteni est une commune du județ de Dâmbovița en Roumanie.